# Cyrill Suter
Cyrill Suter (* 2000) ist ein Schweizer Unihockeyspieler, der beim Nationalliga-B-Verein Unihockey Basel Regio unter Vertrag steht.

## Karriere
Suter debütierte 2018 für den Schweizer Nationalliga-A-Vertreters SV Wiler-Ersigen. Zur Saison 2021/22 wechselte Suter zum Nationalliga-B-Vertreter Unihockey Basel Regio.